# جواد الزيات
جواد الزيات (من مواليد الرباط عام 1967) هو رجل أعمال مغربي، مدير كرة قدم ومدير تنفيذي، الرئيس التنفيذي لشركة إنجاز القابضة ورئيس  لنادي الرجاء الرياضي.

## سيرة شخصية
ولد جواد زيات عام 1967 في عاصمة المملكة الرباط، حاصل على البكالوريا في عام 1985 من ثانوية ديكارت، سافر إلى فرنسا لإكمال دراسته، وحصل على الماجستير في الفيزياء من جامعة جوزيف فورييه في غرونوبل في عام 1989، ثم على شهادة في الهندسة من المدرسة العليا للكهرباء في عام 1991.

## حياة مهنية
في عام 1991، أصبح مدير إنتاج المنظفات في شركة بروكتر وغامبل الأمريكية متعددة الجنسيات، وفي نوفمبر 1997 شغل منصب مدير التطوير والاستثمار في وزارة السياحة. كما شغل منصب نائب رئيس الجمعيات الوطنية لتنمية خليجي أكادير وطنجة، وفي نفس الوقت ترأس لجنة المفاوضات مع منظمي الرحلات المهتمين بالمغرب. وكان عضوًا في مجلس إدارة شركة القرض العقاري والسياحي (CIH) من 1997 إلى 2005.
في مايو 2005، ترك وزارة السياحة ليصبح في أغسطس رئيسًا للمجلس التنفيذي لشركة جيت فور يو، أول شركة طيران خاصة منخفضة التكلفة في المملكة. وفي 13 سبتمبر 2018، أصبح رئيس نادي الرجاء الرياضي، حيث انتخب من قبل أعضاء النادي، يشغل هذا المنصب حتى ديسمبر 2020.

## المناصب
- رئيس نادي الرجاء الرياضي (كرة القدم).[7]
- مدير شركة إيكدوم.[8]
- مسؤول Sogelease.[9]
- عضو المجلس الاستشاري في Essec Business School Afrique Atlantique